# Дворец Грановских
Дворец Грановских из Гранова (чеш. Palác Granovských z Granova) или Дом Грановских из Гранова (чеш. Dům Granovských z Granova) — ренессансный дворец XVI века, одно из восемнадцати зданий на территории пражского Тына. Памятник культуры Чешской Республики.
Около X века на месте нынешнего дворца Грановских был построен дом в романском стиле, на фундаменте которого позднее было возведено готическое здание, включавшее в себя въездные ворота на территорию Тына (Унгельта) и два крыла по обе стороны от них. Именно это здание называлось Тыном или Унгельтовым домом. В 1558 году король Фердинанд I Габсбург за верную службу пожаловал этот дом в наследственное владение Якубу Грановскому из Гранова, управлявшему Унгельтом с 1548 года. В 1559—1560 годах новый владелец перестроил дом в ренессансный дворец и в этом виде здание сохранилось до наших дней. В результате перестройки во дворе здания была создана изящная аркадная лоджия, а внутренний и внешний фасады были покрыты сграффито и фресками на библейские и мифологические сюжеты, авторами которых стали Франческо Терци и Доменико Поццо. 
Род Грановских из Гранова продал здание в 1620 году, однако фамильное название закрепилось за дворцом и дошло до настоящего времени. До середины XVII века сохранялась оригинальная отделка фасадов дворца. В конце XIX века архитекторы Ян Коула и Йосеф Фанта за свой счёт отреставрировали внутренний фасад здания. В 1977 году началась растянувшаяся на двадцать лет тщательная реконструкция зданий Тына (основные работы проводились в 1984—1996 годах), в ходе которой на внешней стороне дворца Грановских были произведены заметные изменения в количестве и расположении окон в верхней части здания. В этот период усилиями профессора Йиржи Туроня были восстановлены фрагменты и целые участки выцветшего сграффито и фресок на наружном и внутреннем фасадах дворца.